# Ginette Harrison

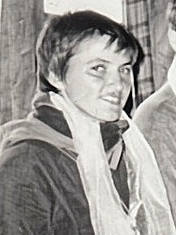
Bild der Bergsteigerin Ginette Harrison.

Ginette Harrison (* 28. Februar 1958; † 24. Oktober 1999 am Dhaulagiri) war eine britische Bergsteigerin.
Harrison studierte Medizin an der Universität von Bristol und spezialisierte sich auf Höhenmedizin. Im Alter von 25 Jahren bestieg sie den Mount McKinley, den höchsten Berg Nordamerikas. Er war der erste ihrer Serie der höchsten Berge aller Kontinente. Auf dem Mount Everest stand sie, als zweite Britin, am 7. Oktober 1993. 1995 hatte sie sowohl die Carstensz- als auch die Kosciuszko-Version der „Seven Summits“ komplettiert.
1997 bestieg sie den Cho Oyu. Ihr größter Erfolg war vermutlich die Besteigung des Kangchendzönga über die Nordwand am 18. Mai 1998. Sie war damit die erste Frau auf dem Gipfel dieses Achttausenders. Im selben Jahr konnte sie noch den Zentralgipfel des Shishapangma besteigen. 1999 bestieg sie zunächst den Makalu, bevor sie in einer Lawine am Dhaulagiri ums Leben kam.
Sie war verheiratet mit Gary Pfisterer, den sie auf ihrer Expedition zum Mount Everest kennengelernt hatte. 
| Personendaten    | Personendaten           |
| ---------------- | ----------------------- |
| NAME             | Harrison, Ginette       |
| KURZBESCHREIBUNG | britische Bergsteigerin |
| GEBURTSDATUM     | 28. Februar 1958        |
| STERBEDATUM      | 24. Oktober 1999        |
| STERBEORT        | am Dhaulagiri           |